# Code pénal
Pour les articles homonymes, voir code.

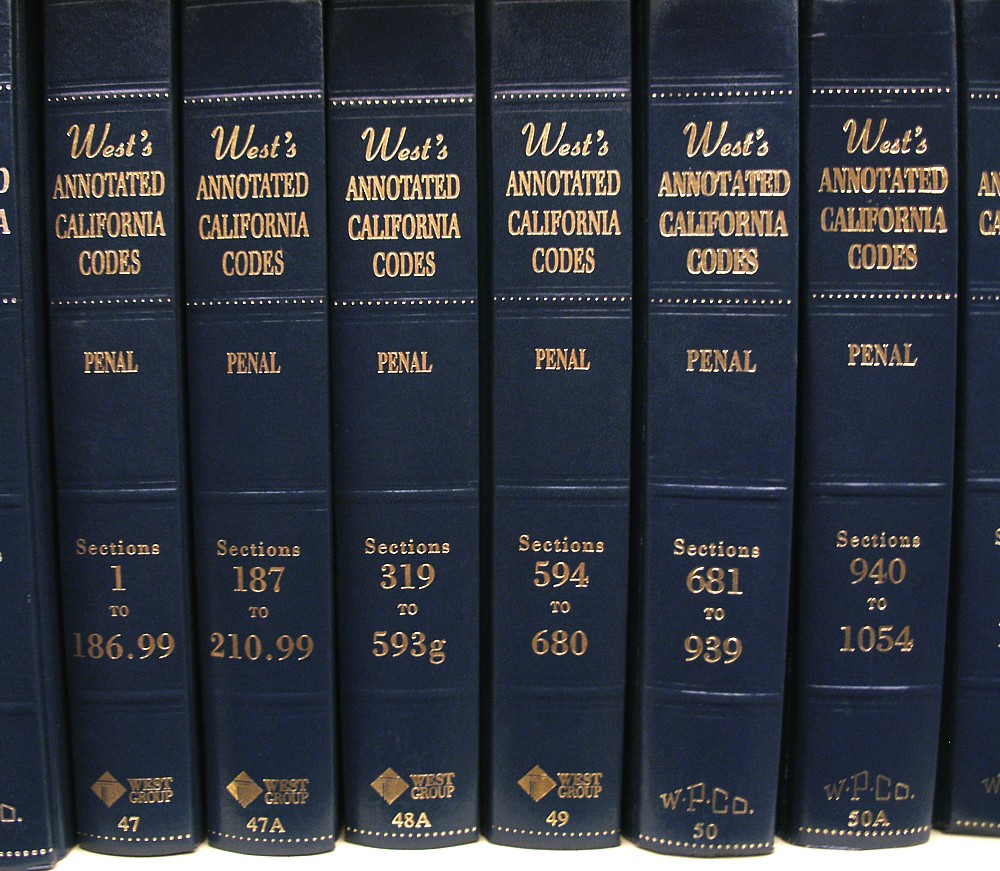
Livres du Code Pénal.

Un code pénal, ou code criminel, est un recueil organisé de textes juridiques dans le champ du droit pénal ou criminel. En tant que nom propre, le Code pénal désigne, dans le contexte d’un système juridique, le recueil (généralement unique) prévu à cet effet par la loi.

## Afrique
- Maroc : Code pénal (Maroc)
- Tunisie : Code pénal (Tunisie)

## Amériques
- Canada : Code criminel (Canada)
- États-Unis (fédéral) : Titre 18[1] du Code des États-Unis
- Brésil : Code pénal (Brésil) (pt)[2]
- Mexique : Code pénal fédéral du Mexique[3]

## Asie
- Iran : Code pénal iranien
- Japon : Code pénal japonais de 1907
- Liban : Code pénal (Liban)[4]
- Syrie : Code pénal syrien

## Europe
- Albanie : Code pénal (Albanie)
- Allemagne : Code pénal (Allemagne)
- Autriche : Code pénal (Autriche)
- Belgique : Code pénal (Belgique)
- Biélorussie : Code pénal (Biélorussie)
- Espagne : Code pénal
- Italie : Code pénal (Italie)
- Luxembourg : Code pénal (Luxembourg) (lb)
- Pays-Bas : Code pénal (Pays-Bas) (nl)
- Pologne : Code pénal (Pologne)
- Portugal : Code pénal (Portugal) (pt)
- Roumanie : Code pénal (Roumanie) (ro)
- Russie : Code pénal (Russie)
- Serbie : Code pénal (Serbie)
- Suède : Code pénal (Suède)
- Suisse : Code pénal suisse
- Turquie : Code pénal (Turquie)
- Vatican : Code pénal (Vatican)

### France

#### Codes en vigueur
- Code pénal depuis 1994
- Procédure : Code de procédure pénale entré en vigueur le 2 mars 1959 sur le territoire métropolitain et le 1er mars 1962 dans les départements et territoires d'outre-mer

#### Codes historiques
- Code pénal de 1791 (de 1791 à 1810), Code pénal de 1810 (de 1811 à 1994)
- Procédure : Code des délits et des peines (de 1795 à 1808), Code d'instruction criminelle (France) (de 1808 à 1958)